# ایلیا مانانگوی
ایلیا مانانگوی (انگلیسی: Elijah Manangoi؛ زادهٔ ۵ ژانویهٔ ۱۹۹۳) یک دونده دو نیمه‌استقامت اهل کنیا است. از افتخارات وی میتوان وی می‌توان به کسب مدال نقره دو ۱۵۰۰ متر در ۲۰۱۵ پکن اشاره کرد